# Obedničica
Obedničica (makedonska: Обедничица) är ett vattendrag i Nordmakedonien.   Det rinner genom kommunen Demir Hisar, i den sydvästra delen av landet, 90 km söder om huvudstaden Skopje.